# Altes Zollamt (Stavanger)

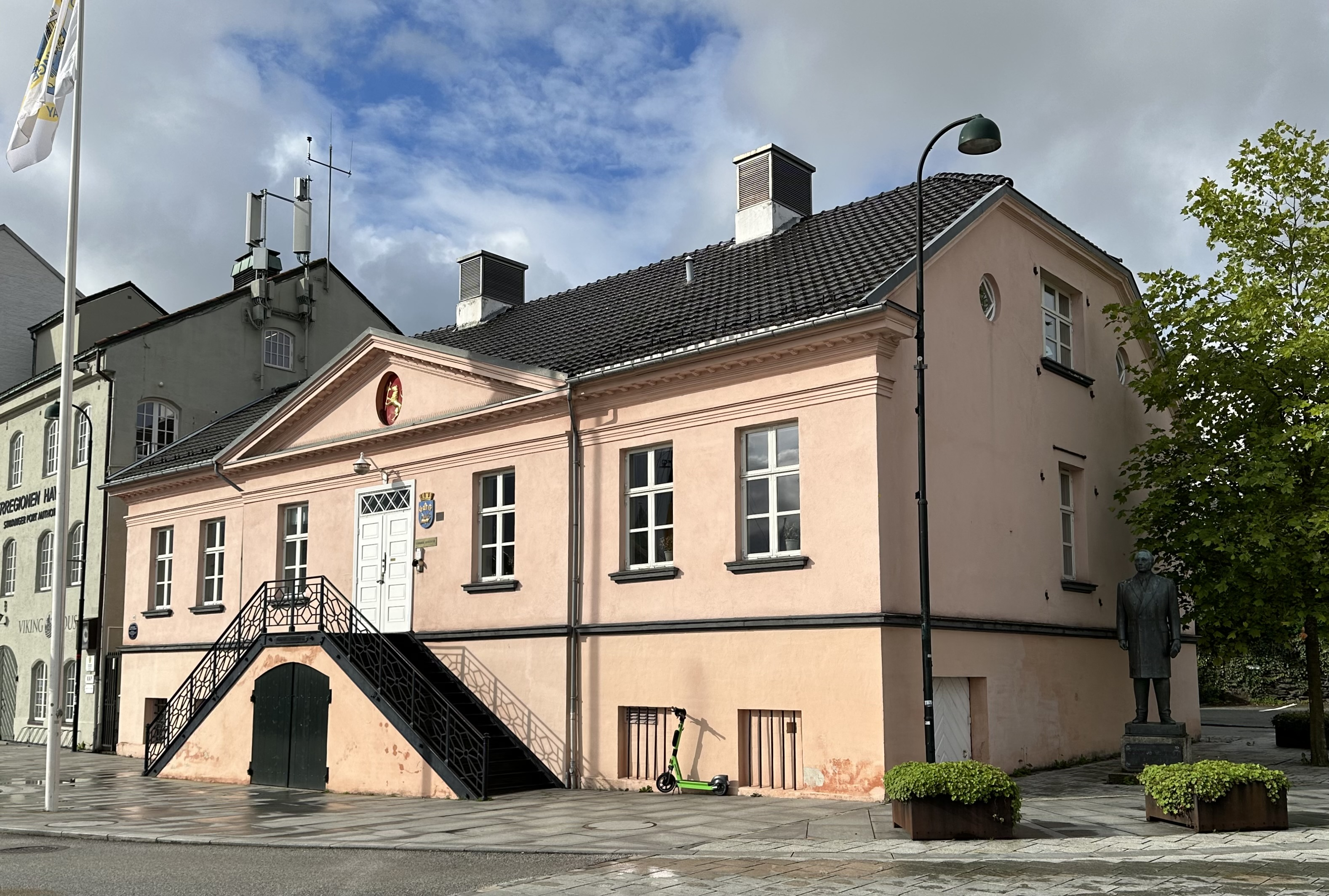
Altes Zollamt, 2023

Das Alte Zollamt (norwegisch Gamle Tollbod) ist ein denkmalgeschütztes Gebäude in der norwegischen Stadt Stavanger. Es dient als Sitz der Hafenbehörde von Stavanger.

## Lage
Das Gebäude befindet sich auf der Westseite des Hafens Vågen an der Adresse Strandkaien 46, im nördlichen Teil der Innenstadt von Stavanger. Die Westseite des Hauses grenzt an die Straße Nedre Strandgate mit der dortigen Hausnummer 51.

## Architektur und Geschichte
Zunächst lagen die Zollbefugnisse beim Stadtvogt. Ab den 1620er Jahren wurden die Aufgaben dem Kaufmann Christen Trane übertragen, der seinen Wohnsitz in Skagen hatte. Die Zollstelle befand sich auf der Ostseite des Hafens. Nach Trane übernahm sein Schwiegersohn Søren Pedersen Godtzen die Funktion, auf ihn folgte 1644 dessen Bruder Godkske Godtzen.
1835 erwarb die Zollbehörde das Grundstück, um ein neues Dienstgebäude zu errichten. Der Neubau war insbesondere durch den angewachsenen Heringshandel erforderlich geworden. Mit dem Bau wurde 1838 der Architekt Christian Heinrich Grosch beauftragt. Die Bauausführung erfolgte ab 1838 durch den deutschen Maurermeister Wilhelm Schmeichler, die Bauleitung lag bei Georg Neumann Crøger.
Das eingeschossige verputzte Gebäude im Stil des Klassizismus wurde 1840 fertiggestellt. Es wurde in Ziegelbauweise auf einem hohen Sockel errichtet. Die zum Hafen ausgerichtete Ostfassade ist siebenachsig ausgeführt, wobei sich in der mittleren Achse die zweiflügelige Eingangstür mit Oberlichtern befindet, zu der eine zweiläufige Freitreppe führt. Oberhalb des Eingangs befindet sich eine ovale Öffnung. Die mittleren drei Achsen treten als flacher Mittelrisalit hervor und werden von einem breiten Dreiecksgiebel bekrönt. Die Konsolen unter den Gesimsen sind mit Akanthusornamenten verziert. Auch die Verdachung des Giebels ruht auf solchen Konsolen.
Die Fensteröffnungen sind auf der Ostseite hochrechteckig und laufen auf der Westseite nach oben im Halbkreis aus. Bedeckt ist der Bau von einem Halbwalmdach.
Das Gebäude diente dem Zoll. Im Haus waren Büros und Wachräume untergebracht. Das Kellergeschoss ist als Gewölbekeller ausgeführt und diente als Lager.
Ursprünglich befand sich auf der Ostseite ein vorgezogener, von vier Säulen getragener dreieckiger Giebel. Er musste nach einer Absenkung des Bodens abgerissen werden. Die dort befindliche hölzerne Treppe blieb zunächst erhalten, wurde dann jedoch 1861 ersetzt.
1862 wurde die Freitreppe mit einem schmiedeeisernen Geländer der Firma Stavanger Støberi & Dok versehen. Zur Kaikante des Hafens führte vom Haus ein acht Meter breiter, gepflasterter Weg, der Toldbodbryggen.
Die Nutzung durch den Zoll dauerte bis 1905. Dann zog die Behörde in das neu errichtete Gebäude Tollboden auf der anderen Seite des Hafens. Das Haus wurde zunächst von der Gemeinde Stavanger übernommen und dann an das Unternehmen Stavanger Preserving vermietet, das es als Lager für die Herstellung von Konserven nutzte. 1918 bezog die Hafenbehörde das Gebäude, das als baufällig galt, jedoch instand gesetzt wurde. 1923 wurde es unter Denkmalschutz gestellt. Neben der Verwaltungsfunktion diente es auch als Wohnung des Hafeningenieurs. 1930 hatte auch die Gesundheitsbehörde hier ihren Sitz.
In der Zeit der deutschen Besetzung Norwegens während des Zweiten Weltkriegs wurde das Haus als Sitz des deutschen Hafenkommandanten genutzt. Sämtliche wertvolleren Einrichtungsgegenstände bis hin zu den Messinggriffen der Türen verschwanden in dieser Zeit. Bei späteren Renovierungsarbeiten wurden an der Ostfassade Reste der Propagandainschrift „Deutschland siegt an allen Fronten“ gefunden.
Nach Kriegsende 1945 bezog wieder die Hafenbehörde das Haus und nutzte es bis 1950. In diesem Jahr übernahm es der Hafeningenieur und das technische Personal.

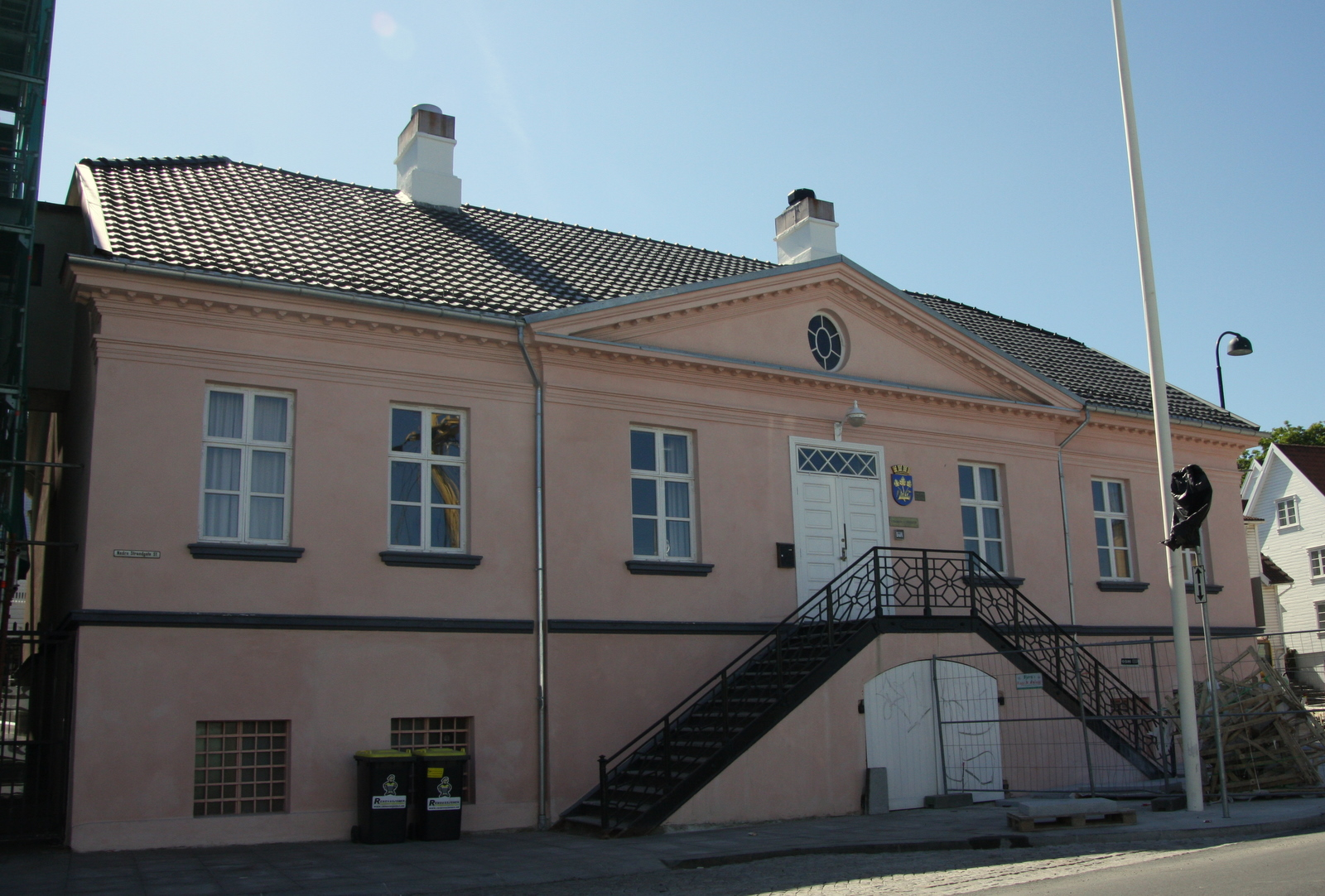
2010, Das Oval oberhalb des Eingangs noch ohne Staatswappen

1977 wurde das Haus restauriert und die Keller zu repräsentativen Räumen umgebaut. 2008 begann eine Sanierung der Außenfassade. Bis 2017 erfolgte eine weitere Sanierung des Hauses.
1996 war auf dem Dachboden des Gebäudes das alte Staatswappen gefunden worden, das 1905 beim Umzug der Zollbehörde entfernt worden war. Es kam zunächst ins Zollmuseum nach Oslo. Ab 2009 gab es Bemühungen, das Wappen zurück nach Stavanger zu holen. Im März 2017 wurde es dann tatsächlich wieder am Haus angebracht.
Das Haus befindet sich weiterhin im Eigentum der Gemeinde Stavanger und wird von der Hafenbehörde genutzt.